# Беретта, Пьеркарло
Пьеркарло «Карлино» Беретта (1908, Гардоне-Валь-Тромпия, Ломбардия — 5 марта 1984, Гардоне-Валь-Тромпия, Ломбардия) — итальянский предприниматель и спортивный функционер.

## Биография
Он был весьма разносторонним человеком, в частности его семье принадлежала одна из крупнейших итальянских оружейных компаний «Beretta».
Карлино Беретта был консервативным промышленником, избегал публичности, в своё время был одним из величайших в Италии специалистов и экспертов по оружию. Как и отец, с молодости профессионально занимался стрельбой.
Кроме того, он был футбольным функционером, в течение 24 лет с 1938 по 1961 год занимал должности президента и генерального директора «Брешиа». Он был также тренером сборной Италии: в 1951 году входил в техническую комиссию наряду с Джанпьеро Комби и Антонио Бузини, а с 1952 по 1953 год работал в паре с Джузеппе Меаццой. Позднее он основал собственную команду «Беретта Гардоне Вальтромпиа» и был её президентом, клуб в течение нескольких лет играл в Серии D.